# František Rabenseifner
František Rabenseifner – Raven (22. května 1921 Horní Studénky – 12. srpna 1991 Praha) byl český spisovatel, novinář, kulturní publicista, rozhlasový redaktor a člen Svazu čs. novinářů. Vlastním jménem Květoslav František Rabenseifner – Raven. Přijaté jméno: František Rabenseifner – Raven. Literární pseudonymy: František Raven, František Rabenseifner, Batavius R. F.

## Život

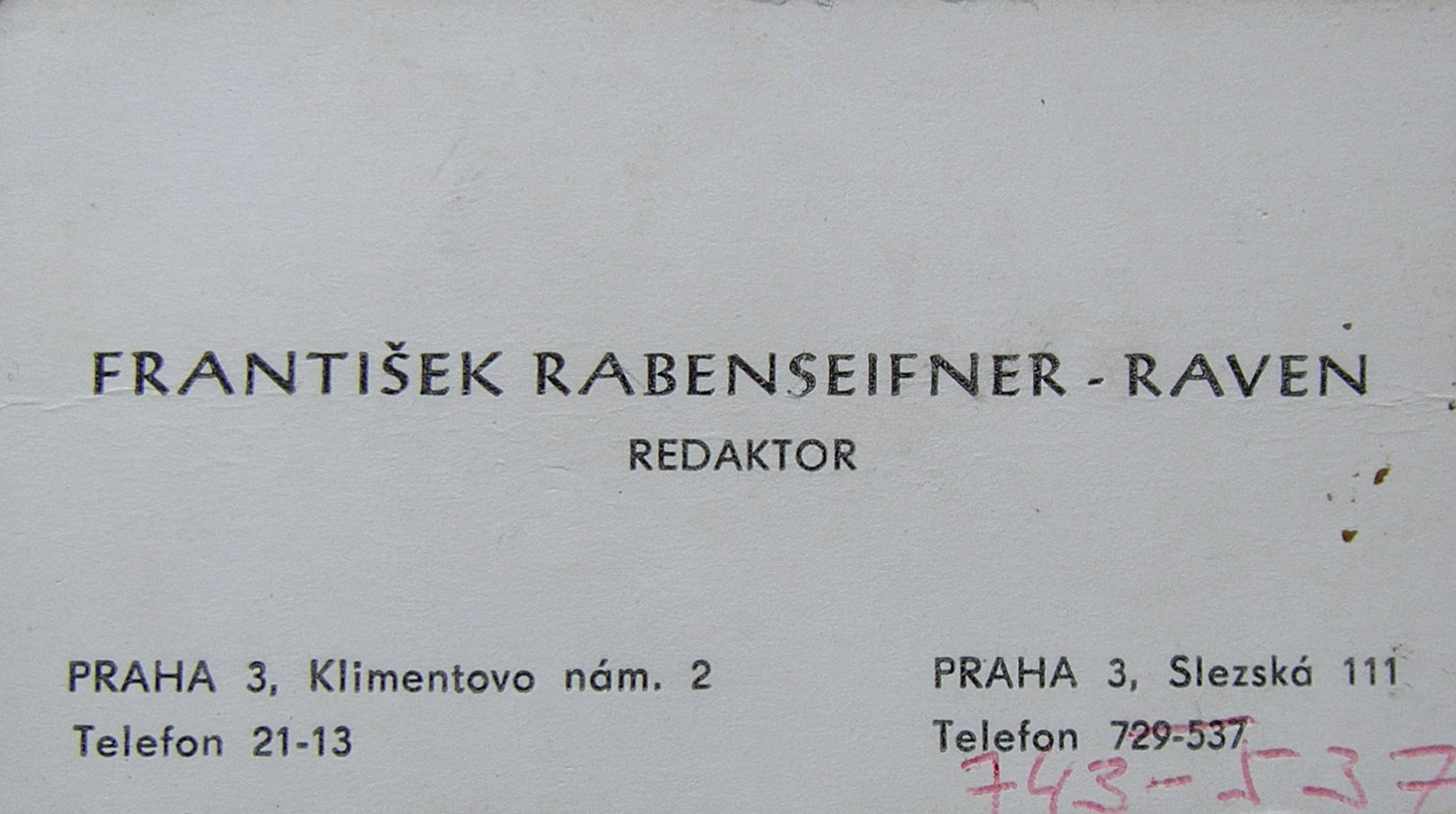
František Rabenseifner - Raven – úřední vizitka

Narodil se v Horních Studénkách (okr. Šumperk), jeho otec František Rabenseifner (1897–1939) zde byl řídícím učitelem, v první světové válce příslušník 6. střeleckého Hanáckého pluku (od r. 1917 legionář) a od r. 1933 také obecní kronikář.
František Rabenseifner – Raven absolvoval maturitní zkoušku r. 1940 na gymnáziu v Holešově a v r. 1941 byl přijat jako úředník do olomoucké pobočky nakladatelství JUC. Josef Stejskal. Před nástupem k vojenské prezenční službě v říjnu 1945 pracoval jako redaktor v deníku Stráž lidu. V r. 1949 byl přeložen z redakce Českého rozhlasu Ostrava do redakce Československého rozhlasu v Praze, do Prahy se trvale přestěhoval a v r. 1951 se stal zástupcem vedoucího kulturně osvětového oddělení na generálním ředitelství Čs. uhelných dolů. Po hromadném zrušení generálních ředitelství byl v 50. letech nejprve redaktorem v časopise Stavebník a odtud přešel do redakce týdeníku Svět v obrazech. Od r. 1964 byl zaměstnán v časopise ústředního výboru odborového svazu pracovníků v kovoprůmyslu Kovák. Od září 1967 zaměstnán jako tiskový tajemník Ústřední rady odborů. Autorsky spolupracoval se Sportovním a turistickým nakladatelstvím, s nakladatelstvím Olympia nebo s Československým svazem tělesné výchovy. Ve svém literárním díle vycházel z patriotického vztahu k rodnému kraji a v druhém období své tvorby ke křesťanskému odkazu Velké Moravy (Moravská lebka, Legenda aurea 2000). Tyto románové prózy, nevydané a dochované ve strojopisech, jsou dosud čtenářsky neznámé, třebaže představují vlastní literární odkaz autora.
František Rabenseifner – Raven je pohřben na hřbitově v Mělníku.

## Knižně vydané tituly
- O světové prvenství (Práce – vydavatelstvo ROH,1953).[pozn. 2] Reportáž o vývoji vozů Tatra v národním podniku Tatra Kopřivnice a konstruktérovi Jiřím Klosovi,[9][10] nositeli řádu Práce.
- Dobří lidé nerezivějí (STN, 1962). Životopisný román o cestě k olympijskému vítězství rychlostních kanoistů Jana Brzáka a Bohumila Kudrny.
- Gentlemanský uzel. Detektivní novela (Lidová demokracie, 1971).

## Publicistika, novinářská a redakční práce (výběr)
Periodika: Vlastivědný sborník střední a severní Moravy, Svět v obrazech, Kovák, Za krásami domova, Vlasta, Stadion, Automobil aj.
Příležitostné pseudonymy v periodikách: Rostislav Hanák, Cyril Javorek.

## Literární dílo nevydané knižně (strojopisy)
- Legenda aurea 2000 cyrilometodějské oblasti Adria – Balt / Moravský cyrilometodějský passionál (1989)
- Fragmenty z dějin poutního místa Horní Studénky a jeho poutního chrámu, zasvěceného svatému Linhartovi (2 díly, 1983)[11]
- Moravská lebka (román o Velké Moravě, 1981, 2. verze 1989)

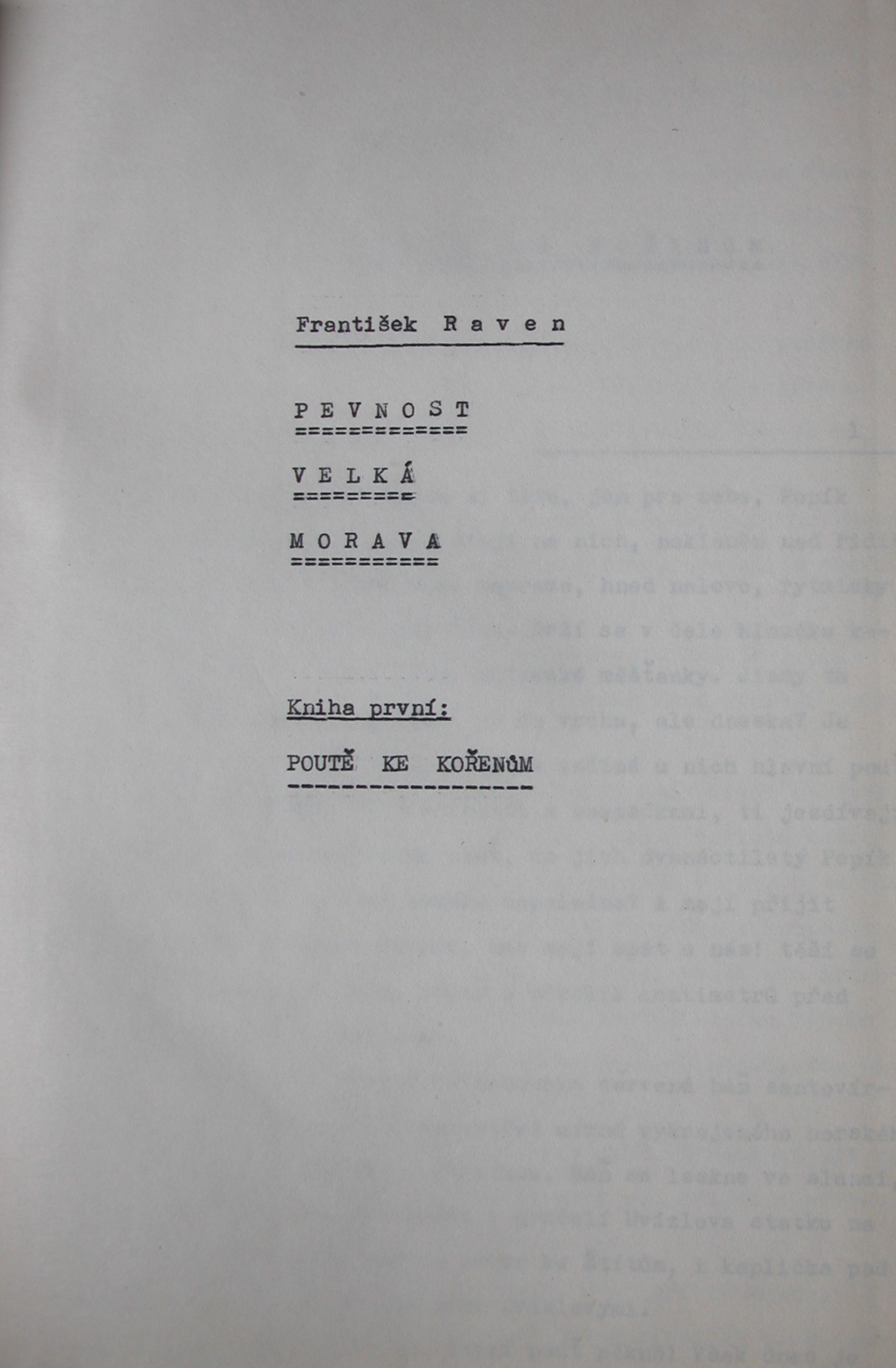
Pevnost Velká Morava I - III (generační trilogie z autorova rodného kraje o roce 1938, o dělnících na stavbě opevnění na Králicku a jejich osudech v letech Protektorátu)
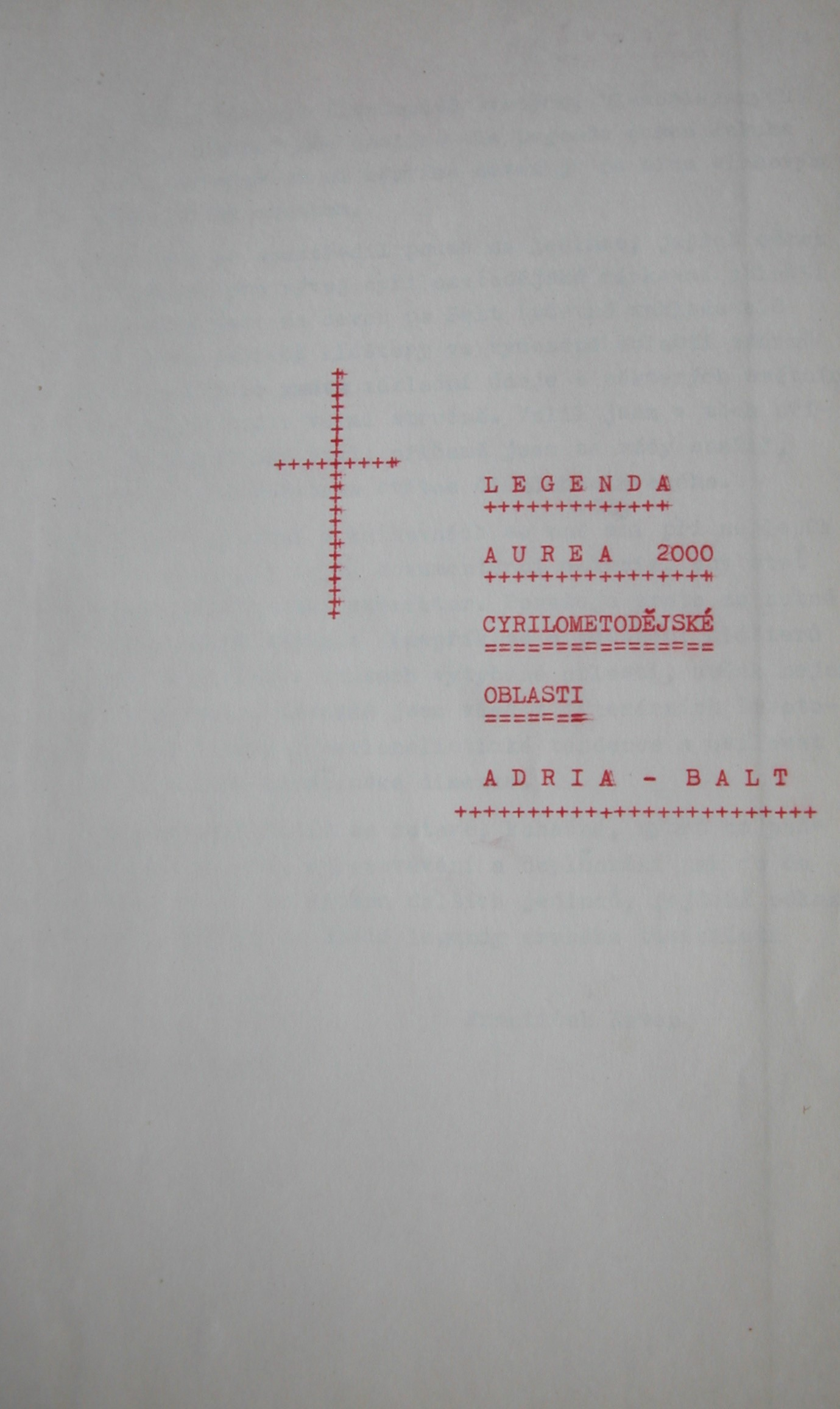
Titulní stránka pasionálu Legenda aurea 2000
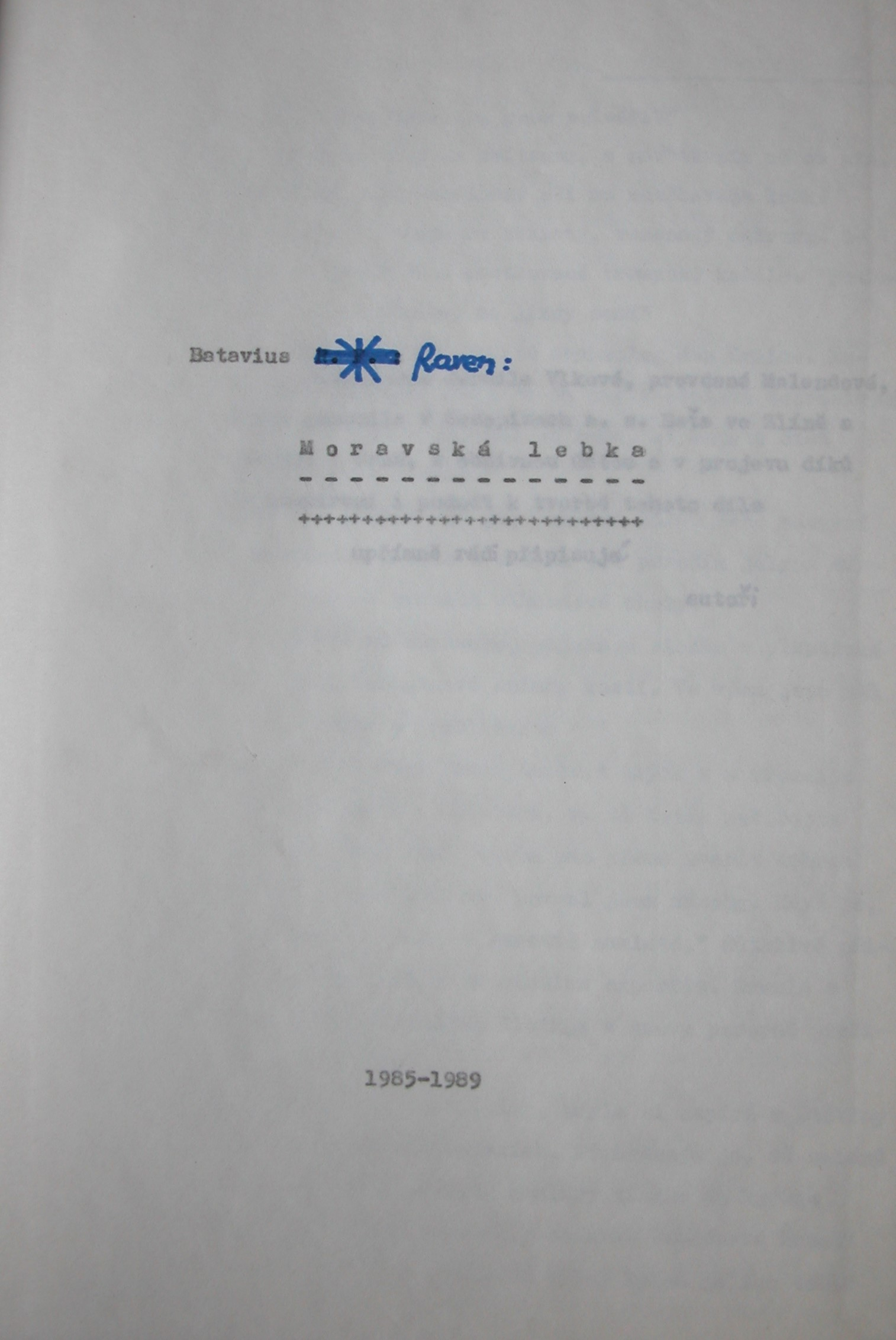
Titulní stránka románu Moravská lebka
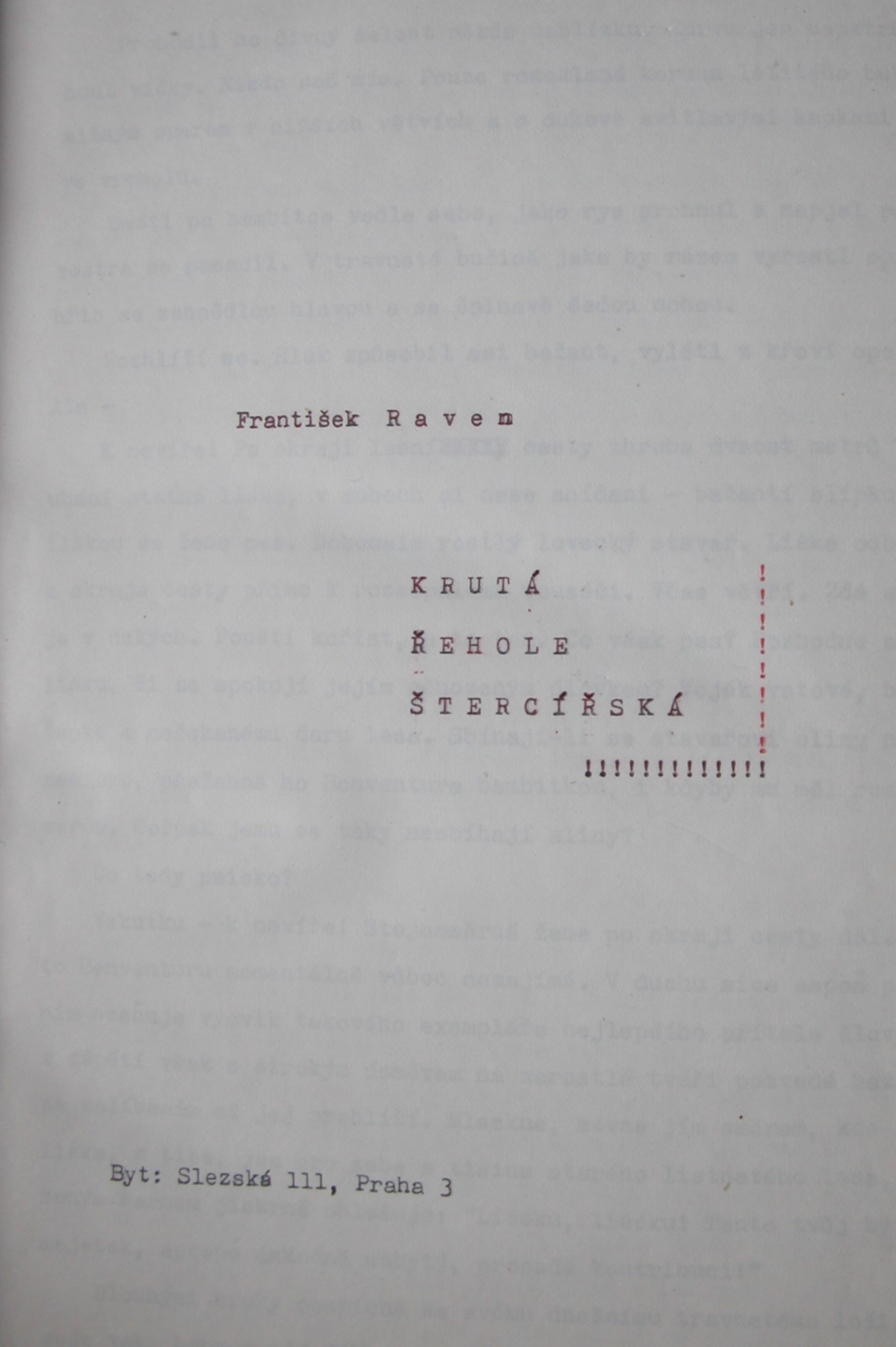
Titulní stránka historického románu Krutá řehole štercířská

- Rozmarné zrcadlo lidem včerejška (vzpomínkové fejetony, které vzešly z autorovy práce pro Čs. rozhlas)
- Krutá řehole štercířská (historický příběh z doby Třicetileté války na hradě Buchlově)
- Vlčí volání (próza o skupině trampů v Jeseníkách)
- Rytíři a kapitáni (román o proměnách hutního průmyslu kolem roku 1948 na Ostravsku, 2 díly)
- Apeirondrom (román o partyzánech v severní Itálii za druhé světové války) [1965]
- Peřeje k Olympu (román o sportovním vodáctví, navazující na autorovu knihu "Dobří lidé nerezivějí") [1967]
- Kříž a Čtyřlístek aneb Reprezentantská komedie (román)
- Silné slunce (divadelní hra)  - Titulní stránka trilogie Pevnost Velká Morava
  - Titulní stránka pasionálu Legenda aurea 2000
  - Titulní stránka románu Moravská lebka
  - Titulní stránka historického románu Krutá řehole štercířská